# Прапор Бургундії
Прапор Бургундії — прапор регіону на сході Франції.
Прапор Бургундії створений з використанням гербів герцогів Бургундських і дому Валуа. Він не має офіційного статусу, але логотип, який використовується Регіональною радою Бургундії, містить його елементи.

## Bibliografia
- Liste des drapeaux historiques de France (фр.). Процитовано 23 липня 2018.